# Bulbophyllum involutum
Bulbophyllum involutum là một loài phong lan thuộc chi Bulbophyllum.